# Wolfgang Meyer
Wolfgang Meyer (Crailsheim, 13 augustus 1954 – Karlsruhe, 17 maart 2019) was een Duits klarinettist. 
Meyer studeerde klarinet van 1966 tot 1972 bij Otto Hermann aan de Staatlichen Hochschule für Musik in Stuttgart en van 1972 tot 1978 aan de Musikhochschule Hannover bij Hans Deinzer. Hij was winnaar van verschillende concoursen, zoals "Jugend musiziert", het ARD-muziekconcours en het concours van de Hogeschool.  
In 1979 werd hij docent aan de Hochschule für Musik Karlsruhe, vanaf 1989 met de titel 'Professor'. In 2016 nam hij afscheid. Meyer gaf masterclasses in Brazilië, Italië, Japan, Canada en Finland. Als solist zette Wolfgang Meyer zich vooral in voor hedendaagse werken, onder andere van Tiberiu Olah, Jean Françaix, Peter Eötvös en Edison Denisov. 
In de kamermuziek werkte hij samen met zijn zus Sabine Meyer (in het Trio di Clarone), het Zemlinsky-Trio, het Carmina Quartett en het Quatuor Mosaiques. In 1996 leidde zijn samenwerking met Concentus Musicus Wien onder leiding van Nikolaus Harnoncourt tot talrijke soloconcerten en een cd-productie van het klarinetconcert van Mozart. Wolfgang Meyer heeft vele plaatopnamen gemaakt.